# Il selvaggio (film 1935)
Il selvaggio (Bordertown) è un film del 1935 diretto da Archie L. Mayo. La sceneggiatura di Laird Doyle e Wallace Smith è basata su un adattamento di Robert Lord del romanzo del 1934 Bordertown di Carroll Graham.

## Trama
Dopo la laurea in legge all'Università di Los Angeles, l'intraprendente e ambizioso mexico-americano Johnny Ramirez perde la sua prima causa perché impreparato, ma lui, ritenendo di essere vittima di una discriminazione, aggredisce l'avvocato avversario Brook Manville. Radiato dall'albo, si trasferisce in una piccola città a sud del confine e trova lavoro come buttafuori in uno squallido casinò di proprietà di Charlie Roark. Johnny aiuta a trasformare il locale in un nightclub di prima classe chiamato la "Pantofola d'argento", attirando una clientela altolocata e Charlie lo fa diventare suo socio per ricompensarlo dei suoi sforzi.
La focosa moglie di Charlie, Marie, fa delle avances a Johnny, che egli non raccoglie. Certa di essere stata rifiutata per il semplice fatto che è sposata, abbandona il marito ubriaco nel garage lasciando la macchina in funzione e provocandone la morte per asfissia.
La debuttante Dale Elwell trascorre con le sue amiche una serata al club e Johnny ne rimane folgorato. Marie, gelosa, accusa Johnny di aver ucciso Charlie, ma quando viene chiamata a testimoniare al processo, crolla sul banco dei testimoni per il senso di colpa. Johnny torna a Los Angeles e si dichiara a Dale, ma lei lo rifiuta con disprezzo mettendo in evidenza il baratro sociale tra di loro. Così, Johnny decide di vendere il locale, di donare il ricavato ad una scuola di legge e di stabilirsi a Los Angeles insieme alla sua gente.